# Fortim da Ponta de Catuama
O Fortim da Ponta de Catuama localizava-se no extremo norte da ilha de Itamaracá, dominando a barra norte do canal de Santa Cruz (a barra de Catuama), no litoral do atual estado de Pernambuco, no Brasil.

## História
Este fortim foi erguido por forças portuguesas, provávelmente desde o final do século XVI, com a função estratégica de defesa da barra norte do canal da ilha e do seu pequeno ancoradouro.
No contexto segunda das invasões holandesas do Brasil (1630-1654), a "Memória" de 20 de Maio de 1630, oferecida ao governo neerlandês da capitania de Pernambuco por Adriaen Verdonck, cita: "(...) há nessa ilha [de Itamaracá], em cima de um monte na entrada do rio, um pequeno reduto com 5 ou 6 peças que podem lançar balas de 6 a 7 libras e são chamadas meios-sacres."
Maurício de Nassau, no seu "Breve Discurso" datado de 14 de Janeiro de 1638, sob o tópico "Fortificações", informa acerca desta estrutura:
"Na extremidade setentrional da mesma ilha [de Itamaracá], na entrada da barra do norte, há também um reduto com uma bateria que domina a dita entrada. Está assentado sobre um solo alto e pedregoso, pelo que não pode ter fossos fundos, mas está cercado de uma paliçada. Este reduto se acha inteiramente arruinado, e é forçoso que seja reconstruído."
O "Relatório sobre o estado das Capitanias conquistadas no Brasil", de autoria de Adriano do Dussen, datado de 4 de Abril de 1640, complementa: "Na entrada Norte do canal ou Barra de Catuama, está situado um reduto quadrangular, em uma pequena eminência, que serve para impedir a barra. Monta 3 pequenas peças de ferro."
De acordo com BENTO (1971), quando da contra-ofensiva portuguesa à ilha de Itamaracá, em Junho de 1646, o Sargento-mor Antônio Dias Cardoso foi o encarregado de atacar e arrasar as fortificações neerlandesas, o que foi cumprido, apresando dezoito peças de artilharia, e organizando redutos fronteiros à ilha com algumas dessas peças.
Posteriormente, no século XVIII, o Governador e Capitão-general da Capitania de Pernambuco, Luís Diogo Lobo da Silva, reforçou as fortificações do litoral pernambucano tendo erguido um novo reduto na ponta da Catuama, fronteiro à barra, para a sua defesa ("Reduto que por ordem do Ilmo., e Exmo. Sr. Luís Diogo Lobo da Silva, Governador e Capitão General das Capitanias de Pernambuco mandou erigir em o lugar chamado da Catuama (...), tudo executado na presença do mesmo senhor; c. 1762". Arquivo Histórico Ultramarino, Lisboa) (IRIA, 1966:55, 58).
O imperador D. Pedro II (1840-1889) menciona as ruínas deste fortim no seu diário de viagem em 1859, citando:
"ao meio dia menos 7 minutos estava defronte da Barra de Catuama com a Ponta do Seleiro à esquerda, à direita um fortim em ruínas e por detrás o pequeno Rio Taperioca, (talvez ita-pê-joc _ caminho de pedra de picar ou caminho de pedra ou pedras pontiagudas). Há currais que concorrem para entulhar cada vez mais o canal. Por detrás do fortim entra a gamboa do Carapari."
SOUZA (1885) registra esta estrutura, apontando-lhe a ruína (op. cit., p. 81), e BARRETTO (1958), o seu desaparecimento (op. cit., p. 133).
No final do século XX, o sítio arqueológico foi pesquisado pelo Laboratório de Arqueologia da Universidade Federal de Pernambuco, que lhe identificou os vestígios.